# Daniele Damiano
Daniele Damiano (* 14. Juli 1961 in Asti) ist ein italienischer Fagottist.
Daniele Damiano studierte bis 1982 am Conservatorio Giuseppe Verdi Turin und von 1985 bis 1987 bei Milan Turković in Wien Fagott. Er wurde 1981 Mitglied des World Orchestra of Jeunesses Musicales, war von 1982 bis 1985 Solofagottist beim RAI Orchester Turin, in gleicher Stellung von 1985 bis 1987 bei den Wiener Symphonikern und ist seit 1987 Solo-Fagottist bei den Berliner Philharmonikern. Er ist Mitglied im Bläseroktett der Berliner Philharmoniker, im Philharmonischen Oktett und im Ensemble Wien-Berlin. Daniele Damiano unterrichtete von 1992 bis 1994 am Mozarteum Salzburg, war von 1993 bis 1998 Professor an der Accademia musicale Chigiana in Siena und von 1999 bis 2001 Professor am Conservatoire de musique de Genève. 1993 spielte er mit Daniel Barenboim und Mitgliedern des Chicago Symphony Orchestra die Klavierquintette von Mozart und Beethoven ein. Diese Aufnahme erhielt einen Grammy.